# Sant Sadurní de Callús (església vella)
Sant Sadurní de Callús és una església del municipi de Callús (Bages) inclosa en l'Inventari del Patrimoni Arquitectònic de Catalunya.

## Descripció
És una església amb planta de tres naus, la central més ample i alta que les laterals. La capçalera presenta un absis central de forma poligonal amb pilastres adossades que acaben en capitell compostos, i una absidiola a les naus laterals. La volta de totxo del sostre, amb llunetes, es veu reforçada per arcs faixons que condueixen el pes cap a uns pilars massissos, en els quals també es recolzen cinc arcades de mig punt per banda que defineixen i separaren la nau central de les laterals.
A la part de ponent s'alça un campanar quadrat. Al mur nord hi ha un petit absis, però que no s'ha pas d'atribuir a l'antic edifici, si tenim en compte el sueu aparell.
A la façana hi ha tres obertures tapiades amb totxo. La porta, situada també a migdia, era de mig punt, però els seus propietaris l'han transformada totalment cara a les seves tasques agrícoles.

## Història
Estava situada dins l'antic terme del castell de Callús. Tingué categoria de parròquia, però al construir-se el nou temple a nucli del poble aquest n'assolí les funcions parroquials. La primera pedra fou col·locada el 21 de novembre de 1926, i l'edifici fou beneït el 10 d'agost del 1940. L'església és documentada des del 977. Com a parròquia no la trobem fins abans del 1153. No conserva restes romàniques i fou reedificada e la seva totalitat a principis del segle xix. Actualment està fora de culte, i serveix de magatzem agrícola i d'estable.